# 무지개를 건너
〈무지개를 건너〉(일본어: 虹をわたって 니지오와탓테[*])는 일본의 가수 아마치 마리의 네 번째 싱글 앨범으로, 1972년 9월 1일 발매되었다. (7" Vinyl: SOLA-47) B 사이드 곡은 〈뾰족한 지붕의 교회에〉(トンガリ屋根の教会へ 톤가리야네노쿄카이에[*])이다. 두 곡 모두 작사는 야마가미 미치오 (山上路夫), 작곡은 모리타 코이치 (森田公一), 편곡은 마카이노 슌이치 (馬飼野俊一)가 담당했다.
이 노래는 당시에 흔히 볼 수 있던, 유행가를 기반으로 제작된 "가요 영화"로도 제작되었다. 1972년 9월 29일 공개된 영화 《무지개를 건너》는 쇼치쿠에서 제작했으며, 사와다 켄지와 하기와라 켄이치 (萩原健一)가 함께 출연했다. 극 중에는 아마치가 이 곡을 부르는 장면도 포함되어 있다.
이 곡은 51.7만장을 팔아치우며 10월 2일과 10월 23일 오리콘 싱글 차트에서 1위를 차지했다. (누적 2회) 한편 1973년 봄에 개최된 제45회 선발 고등학교 야구 대회의 입장 행진곡으로도 사용되었다.

## 수록곡
| #            | 제목                                                | 작사            | 작곡          | 편곡            | 재생 시간 |
| ------------ | --------------------------------------------------- | --------------- | ------------- | --------------- | --------- |
| 1.           | 〈〈무지개를 건너〉〉 (虹をわたって)                | 야마가미 미치오 | 모리타 코이치 | 마카이노 슌이치 | 3:05      |
| 2.           | 〈〈뾰족한 지붕의 교회에〉〉 (トンガリ屋根の教会へ) | 야마가미 미치오 | 모리타 코이치 | 마카이노 슌이치 | 2:59      |
| 총 재생 시간 | 총 재생 시간                                        | 총 재생 시간    | 총 재생 시간  | 총 재생 시간    | 6:04      |